# Portage la Prairie
Portage la Prairie ist ein Ort in der kanadischen Provinz Manitoba, liegt ca. 70 km westlich der Provinz-Hauptstadt Winnipeg am mäandernden Ufer des Assiniboine River und ist mit 13.304 Einwohnern (Stand: 2016) die viertgrößte Stadt der Provinz.
In Portage ist die Stelle, an der der Assiniboine die kürzeste Entfernung zum Manitobasee aufweist. Vor der Erbauung der Canadian Pacific Railway in den 1880ern bildete der Weg zwischen See und Fluss den Teil einer Reise- und Handelsroute zwischen Ontario und Quebec im Osten und Alberta und British Columbia im Westen und bot so eine Alternative zur Route über Grand Rapids. Da die neue Eisenbahnstrecke auch über Portage führte, blieb die Bedeutung des Orts erhalten, während Grand Rapids stark verlor. Heute ist Portage hauptsächlich von Landwirtschaft und der weiterverarbeitenden Lebensmittel-Industrie geprägt. Die größte Hafermühle der Welt steht in Portage.
Zwischen 1891 und 1975 wurde am Rande der Gemeinde die Portage La Prairie Indian Residential School betrieben. Dabei handelte es sich um eine der in ganz Kanada bestehenden „Indianer“-Schulen für die Kinder der First Nations und Inuit, die dort internatartig untergebracht wurden. Allgemein kam es in diesen Schulen zu Tausenden von Übergriffen auf die Schüler und sie hatten hohe Sterblichkeitsraten, für dieses System entschuldigte sich die Regierung im Jahr 2008. Das Schulgebäude wurde als „Former Portage La Prairie Indian Residential School National Historic Site of Canada“ am 23. Juli 2020 zu einer nationalen historischen Stätte erklärt. Inzwischen beherbergt es das National Indigenous Residential School Museum of Canada.
Zu den örtlichen Sehenswürdigkeiten gehört auch das zwischen 1896 und 1898 erbaute „Portage La Prairie Public Building“. Das zweieinhalbstöckige Gebäude aus Kalkstein beherbergt heute das Rathaus und ist ein besonderes Beispiel für ein öffentliches Gebäude aus der Zeit vor 1900. Es wurde als „Portage La Prairie Public Building National Historic Site of Canada“ am 16. Juni 1983 zu einer nationalen historischen Stätte erklärt.
In der Gemeinde ist ein Flag Stop für den von VIA Rail betriebenen und auf der Strecke von Toronto nach Vancouver verkehrenden Fernzug The Canadian möglich, sowie für den von Winnipeg nach Churchill verkehrenden Fernzug, welcher ehemals den Namen Hudson Bay führte.

## Söhne und Töchter der Stadt
- George Strange (1880–1961), Ruderer
- Douglas Lloyd Campbell (1895–1995), Politiker und ehemaliger Premierminister von Manitoba
- Brian Pallister (* 1954), Politiker und ehemaliger Premierminister von Manitoba
- Rick Blight (1955–2005), Eishockeyspieler
- Arron Asham (* 1978), Eishockeyspieler
- Troy Bodie (* 1985), Eishockeyspieler